# Ichtershausen
Ichtershausen este o comună din landul Turingia, Germania.